# 大塚憂也
大塚 憂也（おおつか ゆうや、1995年4月15日 - ）は、ラグビーユニオンの日本人選手。2023-24シーズンは、ジャパンラグビーリーグワン九州電力キューデンヴォルテクスに所属した。

## プロフィール
- 大阪府出身[1]。
- ポジションはフッカー(HO)。
- 身長 192 cm、体重 140 kg
- ニックネームはサニー。

## 略歴
2014年、東海大仰星高校卒業後、東海大学に入る。
2018年、東海大学卒業後、三菱重工相模原ダイナボアーズに加入。同年9月9日に行われたジャパンラグビートップチャレンジリーグ第1節の釜石シーウェイブス戦に途中出場で公式戦初出場を果たす。
2023年、九州電力キューデンヴォルテクスに加入。2024年5月退団。